# André-Joseph Bodem
André-Joseph Bodem, né le 6 janvier 1786 à Paris et mort le 16 juillet 1870 à Choisy-le-Roi, est un peintre français.

## Biographie
André-Joseph Bodem est le fils de Jacques Bodem et de Françoise Florence Fortier.
En 1805, il concourt au prix de Rome en présentant sa version de La Mort de Démosthène.
Élève de Jean-Baptiste Regnault, il expose au Salon de 1808 à 1833.
Peintre d'histoire et de portraits, il épouse, en 1847, Marie Anne Cécile Maindeler ; Louis-Philippe Crépin est témoin du mariage.
Il meurt à son domicile de Choisy-le-Roi, à l'âge de 84 ans.

## Galerie

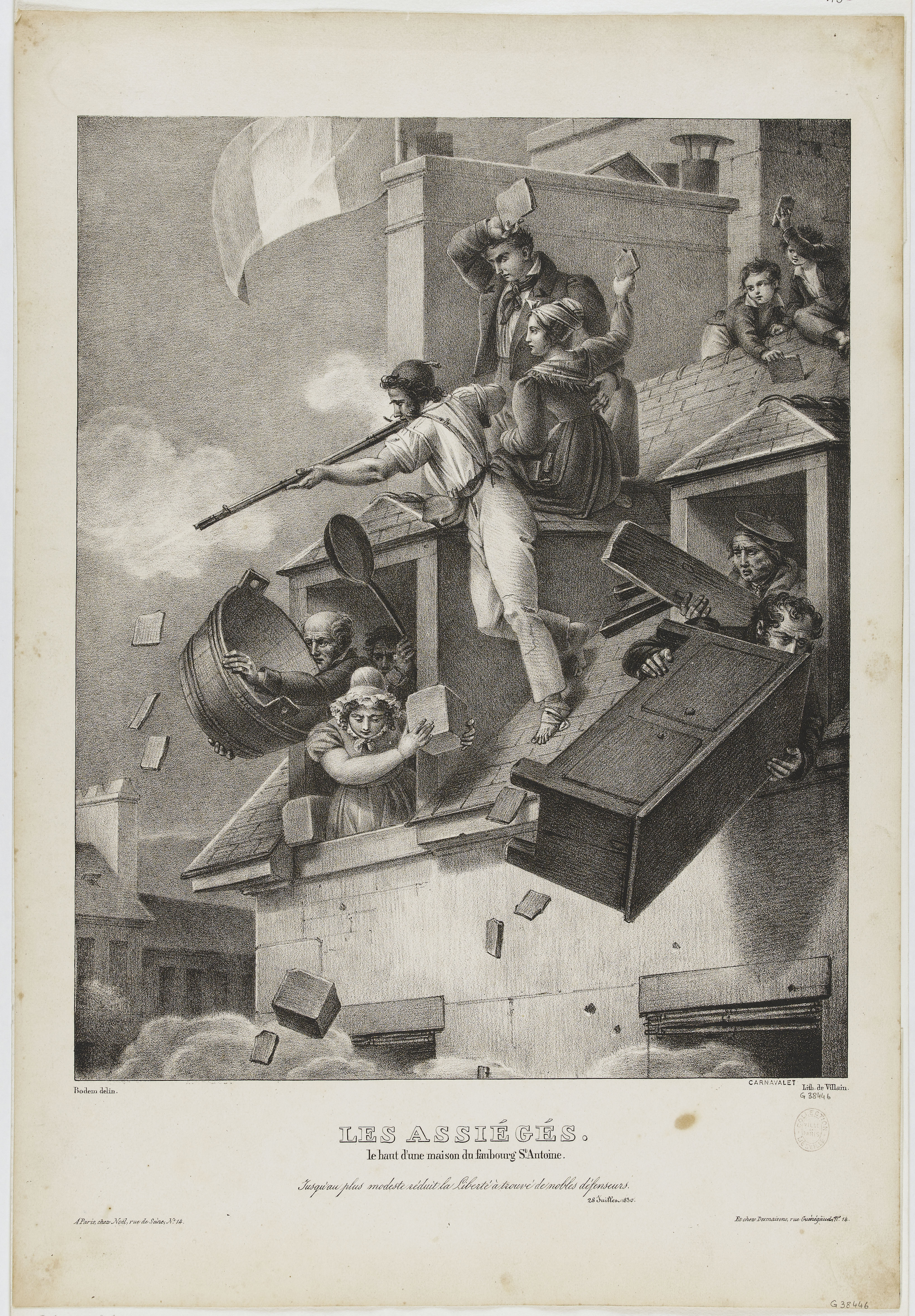
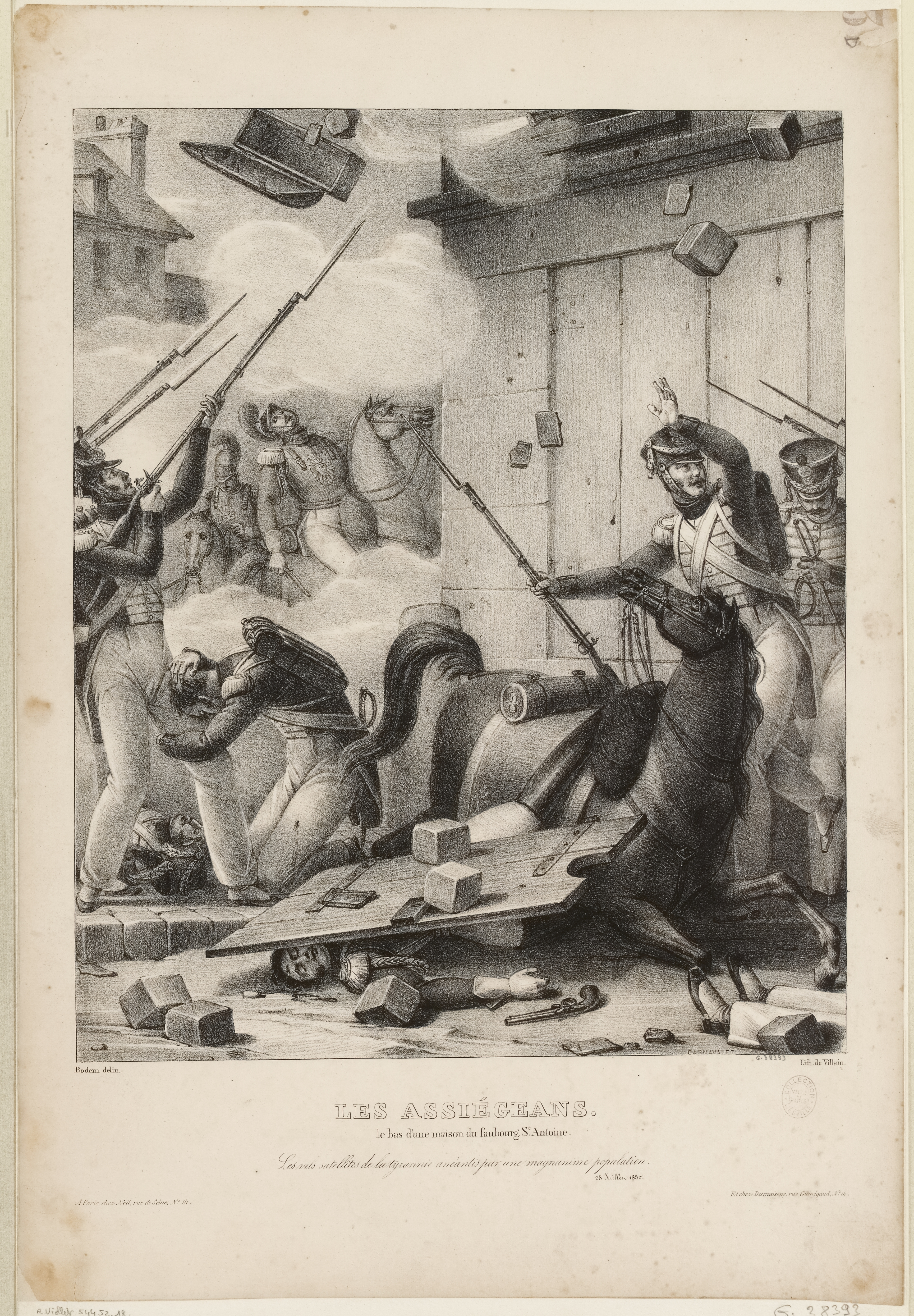
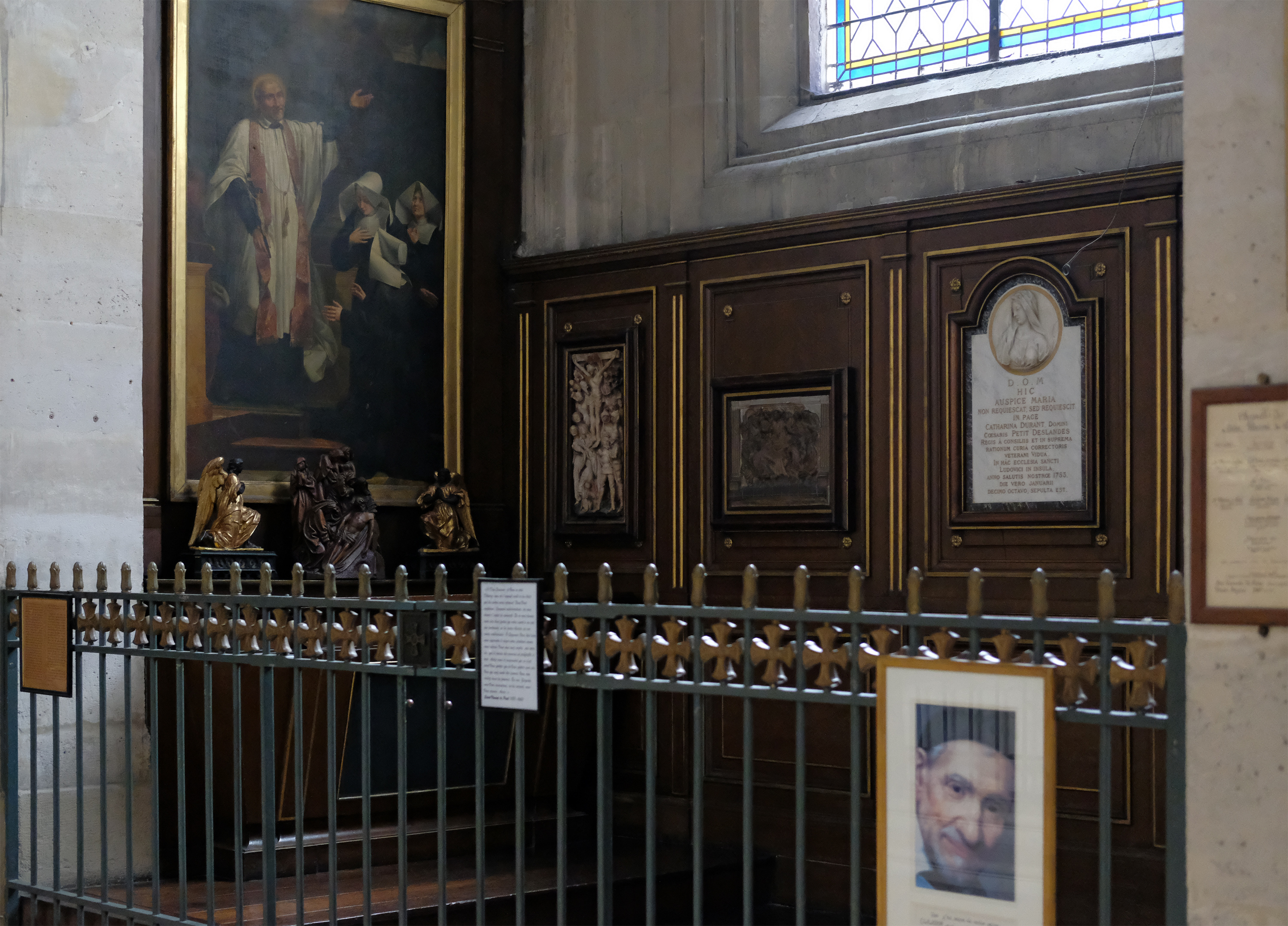
Chapelle Saint-Vincent-de-Paul

## Œuvres exposées aux Salons parisiens
(sauf mention)
- Tableau. Esquisse, au Salon de 1808
- Portrait de Mlle de L., au Salon de 1819
- Saint François de Sales. Esquisse d'un tableau exécuté pour madame la comtesse de Wausser, au Salon de 1819
- Saint Vincent de Paille. Esquisse d'un tableau exécuté pour l'hôpital de Compiègne, au Salon de 1819
- Herminie et Vafrin secourant Tancrède, au Salon de 1822[6].
- Esquisse d'un sujet d'Ismaïl et Maryam, tiré du Voyage dans le Levant, par M. le Comte de Forbin, au Salon de 1824
- L'apothéose de Saint Louis, au Salon de 1824
- Portrait de M. D., au Salon de 1824
- Un cadre de dessins, au Salon de 1824
- Apothéose de Saint Louis, au Salon de 1827
- Esquisse terminée d'un sujet d'Ismaïl et Maryam, tiré du voyage dans le levant, par M. le comte de Forbin, au Salon de 1827 (Douai)
- Saint François de Sales, au Salon de 1827 (Douai)
- Saint Vincent de Paul, au Salon de 1827 (Douai)
- Saint-Louis de Gonzague, au Salon de 1827
- Portrait de femme en pied, au Salon de 1831
- Étude d'un jeune Grec, au Salon de 1833 (Arras)
- Portrait de M. de *, secrétaire d'ambassade, au Salon de 1833 (Arras)
- Réduction d'un tableau de Saint-François de Sales, exécuté pour Mme la comtesse de Veausère, au Salon de 1833 (Arras)
- Réduction d'un tableau de Saint-Vincent de Paul fait pour l'hôpital de Compiègne, au Salon de 1833 (Arras)[7].
- Une mère trop faible pour nourrir son enfant, le fait allaiter par une chèvre (d'après Mlle Laurimié), au Salon de 1833 (Arras)